# Jan Storms
Jan Storms (Tremelo, 20 dicembre 1925 – Tremelo, 2 settembre 2019) è stato un ciclista su strada e dirigente sportivo belga.
Professionista dal 1949 al 1963.

## Carriera
Ottenne pochi successi nella sua lunga carriera e quasi tutti in corse di secondo piano del panorama belga, tuttavia ha conseguito numerosi piazzamenti di rilievo nelle più importanti classiche e semiclassiche del panorama belga.
Prese parte ad un unico Grande giro, il Tour de France del 1950 nelle file della rappresentativa dei Cadetti belgi. Non riuscì a terminare la corsa, si ritirò nel corso della quindicesima tappa, ed ottenne come miglior risultato di giornata l'ottavo posto nella seconda tappa, che terminava in territorio belga, la Metz-Liegi, vinta dall'italiano Adolfo Leoni.
Corridore particolarmente adatto alle classiche delle Ardenne espresse le sue migliori qualità in particolare nella Freccia Vallone che concluse al terzo posto, dietro Fausto Coppi e Raymond Impanis, nel 1950, al quarto nel 1952 e al sesto sia nel 1953 che nel 1954.
Il 1953 fu l'anno in cui ottenne la maggiore quantità di risultati, ed in maniera molto continua, nelle più importanti competizioni del Belgio. Infatti, a fine marzo fu quarto al Tour du Limbourg e settimo alla Gand-Wevelgem, ad aprile settimo alla Parigi-Bruxelles e ad inizio maggio sesto alla Freccia Vallone e quarto alla Liegi-Bastogne-Liegi. Questi ultimi due piazzamenti gli valsero la conquista del challenge Ardeens Week, una classifica a punti collaterale alle due classiche stilata tenendo conto dei piazzamenti complessivi ottenuti in esse.
Nel 1954 concluse al terzo posto il Tour du Limbourg e nel 1955 ottenne l'identico piazzamento al campionato nazionale su strada, nel 1956 fu quarto al Grand Prix de l'Escaut.
Il suo unico piazzamento di una certa importanza in una breve corsa a tappe fu il settimo posto al Tour de Luxembourg nel 1952.

## Dopo il ritiro
Dopo essersi ritirato, De Wolf rimase nel mondo del ciclismo; fu allenatore di vari ciclisti, in particolare si ricordano i suoi successi ottenuti con Eddy Merckx, del quale fu allenatore dal 1970 fino alla fine della sua carriera.

## Palmarès
- 1949 (Indipendenti, sei vittorie)

Giro delle Fiandre Indipendenti
Circuit Disonais - Dison Indipendenti
Campionata Provinciale Henegouwen Indipendenti
1ª tappa Dwars door België - Onafhankelijken Indipendenti (Maaseik > Mechelen)
2ª tappa Dwars door België - Onafhankelijken Indipendenti (Mechelen > Kortrijk)
Classifica generale Dwars door België - Onafhankelijken Indipendenti
- 1953 (Dilecta, J.B. Louvet, Safe, Girardengo-Hutchinson, una vittoria)

Bruxelles-Bost
- 1955 (L'Avenir, Libertas-Girardengo-Hure, una vittoria)

Circuit des régions fruitière

### Altri successi
- 1950 (Terrot, Magnat-Debon, una vittoria)

Criterium di Leuven
- 1953 (Dilecta, J.B. Louvet, Safe, Girardengo-Hutchinson, tre vittorie)

Profomnium Elsloo -Criterium di Elsloo
Criterium di Pamel
Ardeens Weekend (Challenge)

## Piazzamenti

### Grandi giri
- Tour de France

1950: ritirato (alla 15ª tappa)

### Classiche monumento
- Milano-Sanremo

1954:13º
- Giro delle Fiandre

1951: 29º
1954: 11º
1955: 26º
- Parigi-Roubaix

1951: 59º
1952: 30º
1953: 53º
- Liegi-Bastogne-Liegi

1950: 39º
1953: 4º
- Giro di Lombardia

1953: 18º